# Goodbye Blues
Goodbye Blues è il terzo album in studio del gruppo musicale statunitense The Hush Sound, pubblicato nel 2008.

## Tracce
1. Intro – 1:29
2. Honey – 3:39
3. Medicine Man – 3:23
4. The Boys Are Too Refined – 3:17
5. Hurricane – 3:12
6. As You Cry – 3:25
7. Six – 2:23
8. Molasses – 3:51
9. That's Okay – 3:18
10. Not Your Concern – 2:57
11. Love You Much Better – 3:17
12. Hospital Bed Crawl – 2:37
13. Break the Sky – 3:19

## Formazione
- Bob Morris - voce, chitarra
- Chris Faller - basso, cori
- Darren Wilson - batteria, cori
- Greta Salpeter - piano, voce